# Kto zabił Sarę?
Kto zabił Sarę? (hiszp. ¿Quién mató a Sara?) – meksykański serial telewizyjny z 2021 roku. Pierwszy sezon serialu miał premierę 24 marca 2021 roku, a drugi 19 maja 2021 roku.

## Fabuła
Alex po spędzeniu 18 lat w więzieniu za morderstwo którego nie popełnił, postanawia dowiedzieć się kto naprawdę zabił jego siostrę.

## Obsada
- Manolo Cardona/Leo Deluglio jako Alejandro Guzmán Zaldivar
- Ginés García Millán jako César Lazcano
- Carolina Miranda jako Elisa Lazcano
- Claudia Ramírez jako Mariana Toledo de Lazcano
- Alejandro Nones/Andrés Baida jako Rodolfo Lazcano
- Eugenio Siller/Polo Morin jako José María Lazcano
- Ana Lucía Domínguez jako Sofía de Lazcano
- Luis Roberto Guzmán jako Lorenzo Rossi
- Fátima Molina jako Clara
- Juan Carlos Remolina jako Sergio Hernández
- Iñaki Godoy jako Bruno
- Héctor Jiménez/Marco Zapata jako Elroy
- Ximena Lamadrid jako Sara Guzmán
- Litzy/Ela Velden jako Marifer Fernández Gálvez